# Хёдинген
Хёдинген (нем. Hödingen) — деревня в Германии, в земле Саксония-Анхальт, входит в район Бёрде в составе городского округа Эбисфельде-Веферлинген.
Население составляет 260 человек (на 31 декабря 2011 года). Занимает площадь 9,18 км².

## История
О дате основания или первого упоминания о Хёдингене ничего не известно, лишь в 1910 году есть запись о 620 жителях.
1 января 2010 года, после проведённых реформ, Хёдинген вошёл в состав городского округа Эбисфельде-Веферлинген.

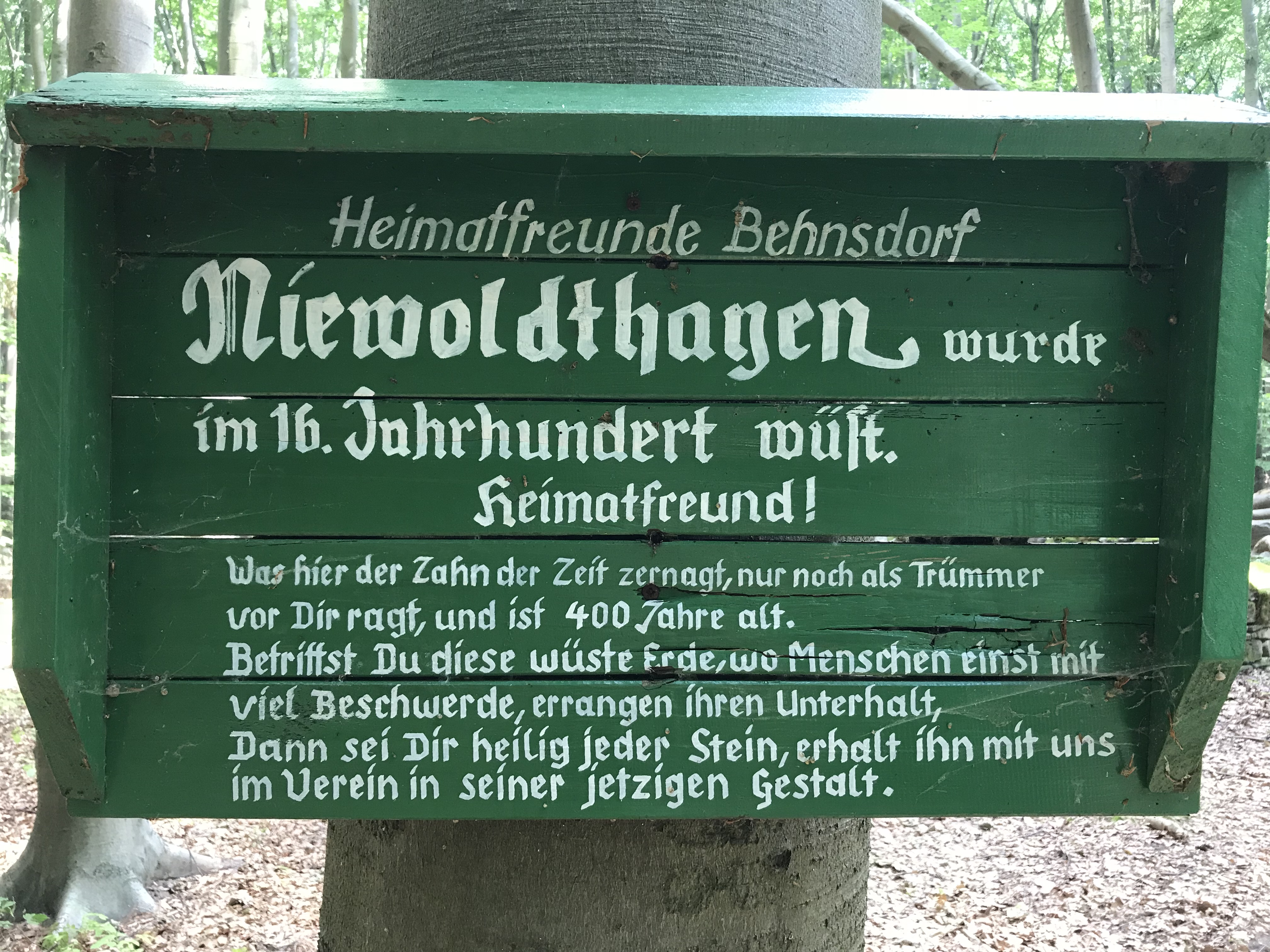
Заброшенная в XVI веке деревня Нифольдгаден, вблизи Хёдингена